# Lithgow (New South Wales)
Lithgow ist eine australische Stadt in New South Wales, Australien mit rund 11.200 Einwohnern. Sie ist der Sitz des gleichnamigen Verwaltungsgebietes (LGA) City of Lithgow. Benannt wurde der Ort von John Oxley zu Ehren des damaligen obersten Rechnungsprüfers von New South Wales William Lithgow.
Lithgow befindet sich am Great Western Highway etwa 150 km westlich der Metropole Sydney zwischen den beiden Orten Katoomba und Bathurst. Die Stadt liegt damit am westlichen Rand der Blue Mountains, die im Jahr 2000 zum Weltnaturerbe erklärt wurden. Dieses Gebiet umfasst zahlreiche Nationalparks, unter anderem den Blue-Mountains-, Wollemi- und den Gardens-of-Stone-Nationalpark, die von Lithgow aus gut zu erreichen sind.
Bekanntheit erlangte die Stadt durch den Bau der Zig Zag Railway um 1869, die hier in einer doppelten Spitzkehre einen Höhenunterschied von 170 Metern zu überwinden hatte. Noch heute wird auf dieser Strecke eine Museumseisenbahn betrieben, die täglich verkehrt.
Lithgow ist das Zentrum eines Kohleabbaugebietes. Es gibt noch heute zwei kohlebefeuerte Kraftwerke in unmittelbarer Nähe, die Sydney mit Strom versorgen. Hier wurde auch die erste Eisenhütte Australiens gebaut, deren Ruinen noch heute im Blast Furnace Park besichtigt werden können.

## Persönlichkeiten
- Andrew Brown, erster europäischer Siedler in Lithgow und bekannter Industrieller und Philanthrop
- Edward Bede Kardinal Clancy (1923–2014), Erzbischof von Sydney
- Marjorie Jackson-Nelson (* 1931 in Coffs Harbour), Goldmedaillengewinnerin und Gouverneurin von South Australia
- Marty Roebuck (* 1965), früherer Rugbyspieler
- David Palmer (* 1976), Squashweltmeister
- Lachlan Sharp (* 1997), Hockeyspieler